# Ухта-Торжок

Газогін Ухта-Торжок на мапі Росії

Створення балтійського газотранспортного коридору з Росії до Західної Європи (газопровід «Північний потік» та, можливо, в майбутньому «Північний потік-2») вимагало подачі на узбережжя Фінської затоки значного об'єму газу (55 - 110 млрд.м³). Для цього найкраще підходив північний транспортний коридор від родовищ Західного Сибіру, до якого планувалось підключити потік блакитного палива із Ямалу (газопровід «Бованенково-Ухта»). Поєднання цих частин великої газотранспортної системи потребувало підсилення потужностей на ділянці від Ухти до Грязовця, від якого безпосередньо мала розпочинатись ділянка маршруту до Балтійського моря.
Перша нитка газопроводу «Ухта-Торжок» стала шостою в однойменному транспортному коридорі – після побудованого в радянські часи чотириниточного «Сяйва Півночі» та «СРТО-Торжок»,  призначеного для живлення «Ямал-Європа». Проте її потужність значно перевищувала можливості попередників. При тому ж діаметрі 1420 мм вона здатна транспортувати до 45 млрд.м3 на рік при підвищеному до 9,8 МПа робочому тиску. Протяжність «Ухта-Торжок I» склала 972 км (тобто по суті тільки до Грязовця, а не самого Торжка), а завершення її будівництва прийшлось на 2012 рік та співпало з введенням в дію «Бованенково-Ухта I» і «Грязовець-Виборг». Для забезпечення останнього ресурсом в повному обсязі пропускної здатності «Ухта-Торжок I» дещо не вистачало, проте це компенсувалось за допомогою перекидання газу із центрального газотранспортного коридору через «Починки-Грязовець».  
У 2015 році «Газпром» та кілька великих європейських компаній підписали угоду про будівництво «Північного потоку 2». Для подачі газу у нього потрібно спорудити другу нитку «Ухта-Торжок II». Її протяжність оцінюється в 970 км, кількість компресорних станцій та потужність такі ж як і у першої черги – 8 та 45 млрд.м³ на рік відповідно. Термін завершення будівництва на момент прийняття рішення передбачався на 2019 рік.Втім, із зрозумілих причин реалізація «Ухта-Торжок II» у заплановані строки може залежати від поступу в проекті “Північний потік 2».